# Германик
Германик Юлий Цезар (на латински: Germanicus Julius Caesar) е виден римски пълководец през ранната Римска империя, член е на Юлиево-Клавдиевата династия и законен наследник на император Тиберий. Прозвището Германик получава през 9 г. в чест на победите му в Германия.

## Биография
Германик е син на Нерон Клавдий Друз (брат на Тиберий) и Антония Млада – дъщеря на Марк Антоний. Жени се за Агрипина Стара – внучка на Октавиан Август, която му ражда 9 деца. Две от тях умират много малки, трето умира в детските си години, а останалите 6 са: Нерон Цезар, Друз Цезар, Гай, по-известен като Калигула – бъдещ римски император, Агрипина Млада – майка на Нерон, Юлия Друзила и Юлия Ливила.
Германик е изключително популярен сред гражданите на Рим, които ентусиазирано честват неговите победи на Балканите и в Германия. Той също е и любимец на Август, който гледа на него като свой наследник на императорския пост. Август осиновява Тиберий и внука си Постум, а Тиберий осиновява Германик. През 12 г. Германик става консул. След смъртта на Октавиан Август през 14 г. Сенатът определя Германик за главнокомандващ на силите в Германия. 
Тиберий става император, но е много непопулярен. Не желаейки да приемат Тиберий за император, въстаналите рейнски легиони провъзгласяват Германик за император. Германик отказва, оставайки верен на чичо си. От 14 до 16 г. води успешни военни кампании в Германия като отмъщение за изтреблението на XVII, XVIII и XIX легион под командването на Публий Квинтилий Вар през 9 г. в битката при Тевтобургската гора. На 26 май 17 г. Германик празнува триумф за победите си над всички германски племена на запад от река Елба. Тиберий завижда на успехите му и го изпраща като главнокомандващ на източните провинции. След посещение в Египет Германик се завръща в Сирия, което довежда до нови кавги с управителя на провинцията Гней Калпурний Пизон. Пизон е освободен от поста си, но междувременно Германик се разболява тежко и умира в Антиохия, Сирия през 19 г. 
Около смъртта му има спекулации и няколко източника казват, че е отровен от Пизон по заповед на Тиберий. Пизон се опитва да си върне поста, но е обвинен от своите съперници, че заедно със съпругата си Мунация Планцина са отровили Германик. Двамата са принудени да потеглят за Рим, където да бъдат съдени пред Сената и императора. Преди произнасянето на присъдата Пизон се самоубива през 20 г. Агрипина и нейните деца се завръщат в Италия, носейки урната с пепелта на починалия Германик. По пътя те са посрещани с всеобщи демонстрации на съчувствие и траур. Наредено е Германик да получи посмъртни почести, включително издигане на много статуи и арки в негова чест. Така в Циркус Фламиниус, на обществени разноски, е издигната мраморна арка. На форума на Август са построени две нови арки, по една от двете страни на храма на Марс Отмъстител, които са посветени съответно на Друз и Германик.

## Фотогалерия

### Негови скулптури
- Статуя, музеят Латеран
- Статуя, Лувъра
- Бюст, Лувъра
- Бюст, от първата половина на I век, Капитолийски музеи
- Бюст на Германик

### Смъртта на Германик
- Смъртта на Германик, картина

### Монети с неговия лик
- Калигула и Германик
- Монета, с лика на Германик